# Norops baccatus
Norops baccatus este o specie de șopârle din genul Norops, familia Polychrotidae, descrisă de Bocourt 1873. Conform Catalogue of Life specia Norops baccatus nu are subspecii cunoscute.